# フランス中国会社
フランス中国会社（Compagnie de Chine）は、1660年にマザラン枢機卿によって設立されたフランスの交易植民会社で、その目的は、交易と同時に宣教師を極東に派遣することだった。これは、聖体秘蹟協会の会員たちや、アジアに31年間住んでいた宣教師のアレクサンドル・ドゥ・ロードの創案に基づく物だった。

## 概略
会社は、オランダ東インド会社をモデルとしていた。貿易会社としては、中国、トンキン、コーチシナとの交易を目的とした。出資者として、当時のフランス社会の上層から多数が参加した。マザラン、ニコラ・フーケ、何人かの貴族と宮廷（政府）の高官などである。そしてアジアでのキリスト教の拡大を目的に、聖体秘蹟協会のメンバー、カプチン・フランシスコ修道会やヴィンセンシオの宣教会、熱心な信徒らも多く出資していた。
アジアへの布教のために新しく設立されたパリ外国宣教会から司教ピエール・ランベール・ド・ラ・モット、フランソワ・パリュー、イニャス・コトランディらを送り出した。
ただし、会社のための船はオランダで建造されていたが、この船は進水直後に沈んでしまった。ポルトガルは布教保護権に基づかない宣教師の派遣を拒絶しており、オランダとイギリスもカトリックの宣教師の輸送は拒否した。このため、宣教師達は、陸路でアジアを目指すことになった。
1664年、コルベールは中国会社と他ふたつの会社を統合して、あらたにフランス東インド会社を設立した。
ただし、会社の商業的な目的は引き継がれたが、他の17世紀の会社と同様に、この会社の宗教的目的は引き継がれなかった。